# 西中国信用金庫
西中国信用金庫（にしちゅうごくしんようきんこ）は、山口県下関市細江町に本店を置く信用金庫。通称「にししん」。

## 概要
2007年1月9日に山口県内に地盤を持つ下関信用金庫（下関市）、吉南信用金庫（山口市）、宇部信用金庫（宇部市）、津和野信用金庫（島根県鹿足郡津和野町）の対等合併（法人格は下関信用金庫を継承）により誕生した。山口県の中部・西部および隣県に広範なネットワークを持つ、山口県下最大（中国地区3位）の信用金庫である。2009年5月7日には、創立100周年を迎えている。
また、2009年10月13日には岩国信用金庫（岩国市）と下関市職員信用組合（下関市）と合併しており、岩国地域にも進出している。旧外国為替公認銀行で外国為替業務も取り扱うことができる。

## 沿革
- 1909年5月7日 - 彦島地区の5漁協が母体となり、無限責任彦島村信用組合として設立。
- 1941年3月31日 - 有限責任彦島信用組合に改組。
- 1948年4月15日 - 下関信用組合と合併、関彦信用組合となる。
- 1951年10月20日 - 信用金庫に転換、下関信用金庫に改組。
- 2004年7月12日 - 同じ下関市に本店を置く豊浦（とよら）信用金庫と合併。
- 2007年1月9日 - 吉南信金・宇部信金・津和野信金と合併し、西中国信用金庫と改称する。
- 2008年11月14日 - 岩国市に本店を置く岩国信用金庫および下関市職員向けの信用組合である下関市職員信用組合と対等合併することで基本合意したと発表。合併予定日は2009年（平成21年）10月13日で、西中国信用金庫を存続金庫とし、本店も現・西中国信用金庫本店を使用する。
- 2009年10月13日 - 岩国信用金庫及び下関市職員信用組合と合併。

## 営業範囲
- 島根県 - 益田市、鹿足郡津和野町、吉賀町
- 広島県 - 大竹市
- 山口県 - 下関市、宇部市、山口市、萩市（旧萩市を除く）、防府市、岩国市、柳井市、美祢市、周南市（旧鹿野町）、山陽小野田市、玖珂郡和木町、阿武郡阿武町
- 福岡県 - 北九州市

## 店舗展開
店舗統合の際、口座店のみを残すブランチインブランチの手法をとったケースがある。括弧内は統合先の店舗。
- 豊田支店（菊川支店、2011年9月12日から。その後、2013年9月17日に口座店も統合。ATMコーナーは残存）
- 柿木支店（吉賀支店、2011年9月12日から。その後、2013年9月17日に口座店も統合。ATMコーナーは残存）